# Johann Böschenstein
Johann Böschenstein (* 1472 in Esslingen am Neckar; † 1540 in Nördlingen; auch Johannes Böschenstain) war ein deutscher Hebraist, Kirchenlieddichter und Mathematiker.

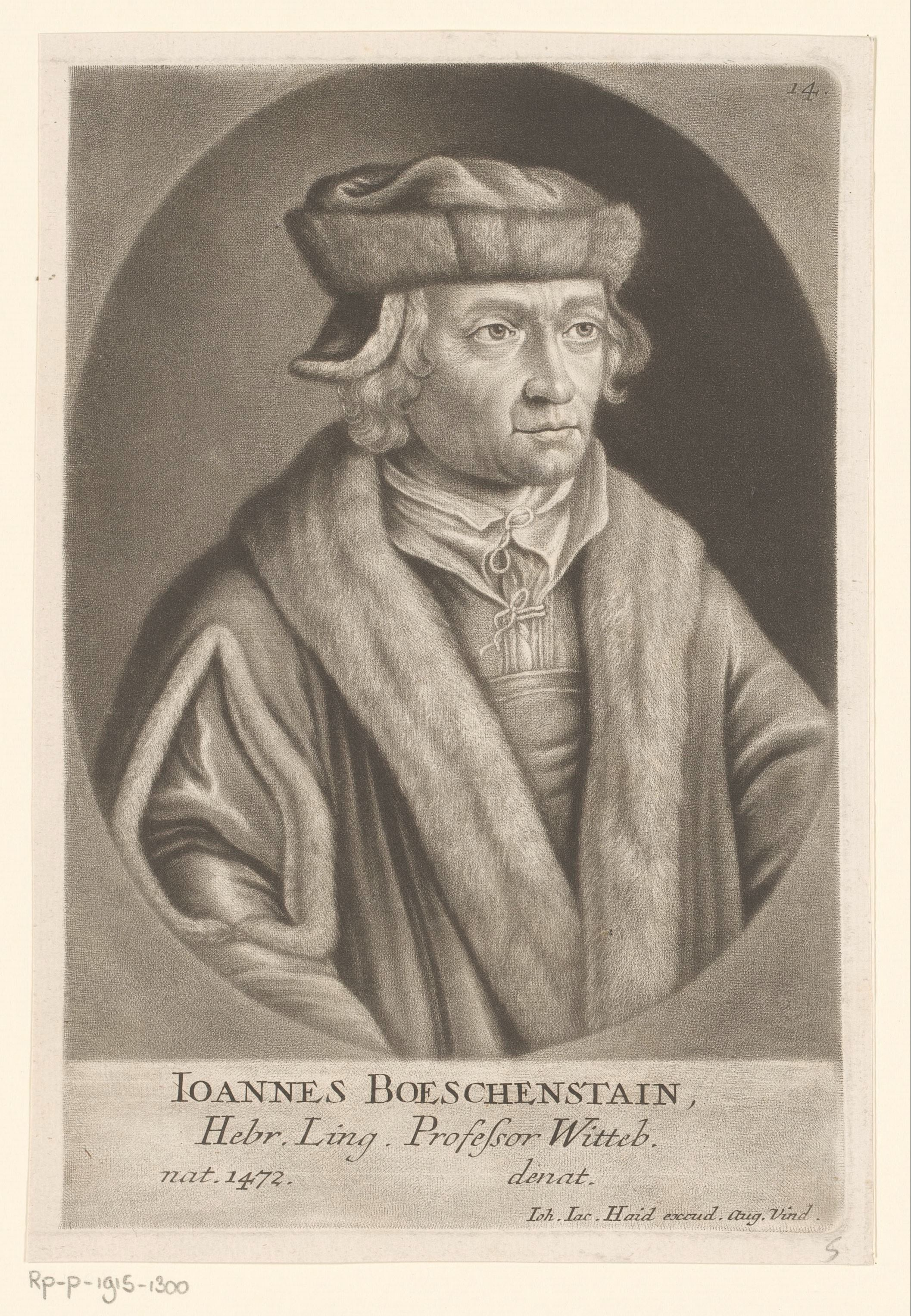
Johann Böschenstein, Kupferstich

## Leben
Johann wurde als Sohn des Esslinger Fischers Heinrich Böschenstein geboren. Er besucht die Lateinschule in Esslingen, das heutige Georgii-Gymnasium. Nachdem er 1494 zum Priester geweiht worden war, begab er sich nach Augsburg und Ingolstadt, wo er bei Moses Möllin aus Weißenburg, Caspar Amman (1450–1524) und Johannes Reuchlin die hebräische Sprache erlernte. In Ingolstadt war er Hausgenosse Johannes Ecks und lehrte Hebräisch und Mathematik. 1518 knüpfte er einen Kontakt zu Martin Luther, der ihn nach Wittenberg führen sollte.
In Wittenberg versuchte man auf Initiative Philipp Melanchthons, die Theologie mit der hebräischen Sprache zu verbinden, da man das Hebräische als Mittel zum Verständnis der Heiligen Schrift ansah. Ein „ad fontes“ (zu den Quellen) der Altväter der Kirche stand dabei im Vordergrund. Deshalb berief man Böschenstein als ersten Ordinarius an die Universität Wittenberg, wo er im November 1518 die Professur der hebräischen Sprache erhielt. Hier versuchte Böschenstein als Philologe Sprache und Literatur um ihrer selbst willen zu betreiben und die Studenten über das Sprechen des Hebräischen zur hebräischen Rhetorik zu bringen.
Nach Aussagen Georg Spalatins hatte Böschenstein einen starken Zulauf an Studenten. Für den Unterricht veröffentlichte er das Buch „Hebraicae grammaticae institutiones“, das als Elementargrammatik zum Studium gedacht war. Jedoch war die neu geschaffene Professur nicht ausreichend finanziell fundiert und sein Verhältnis zu Martin Luther war schwieriger geworden, da die hebräische Philologie nur als Hilfswissenschaft der Theologie angesehen wurde. Deshalb verließ er Wittenberg im Januar 1519 und begab sich als Schulmeister nach Augsburg und Nürnberg. Er wechselte mehrfach seine Wirkungsorte. So begab er sich nach Nördlingen, Heidelberg und Antwerpen. Auch in Zürich war er 1522 als Lehrer Ulrich Zwinglis und Felix Manz’ im Hebräischen tätig.
Trotz vielfacher Anfeindungen ist er als Persönlichkeit in die Geschichte eingegangen und bis heute als Mitbegründer des hebräischen Studiums und Initiator des Ziffernrechnens für Anfänger bekannt, die er zum selbstständigen Denken anregen wollte. Auch hat er vier Kirchenlieder verfasst, die jedoch ebenso wie seine theologischen Aktivitäten hinter seinen Leistungen auf dem Gebiet der hebräischen Sprache zurückstehen.

## Werke

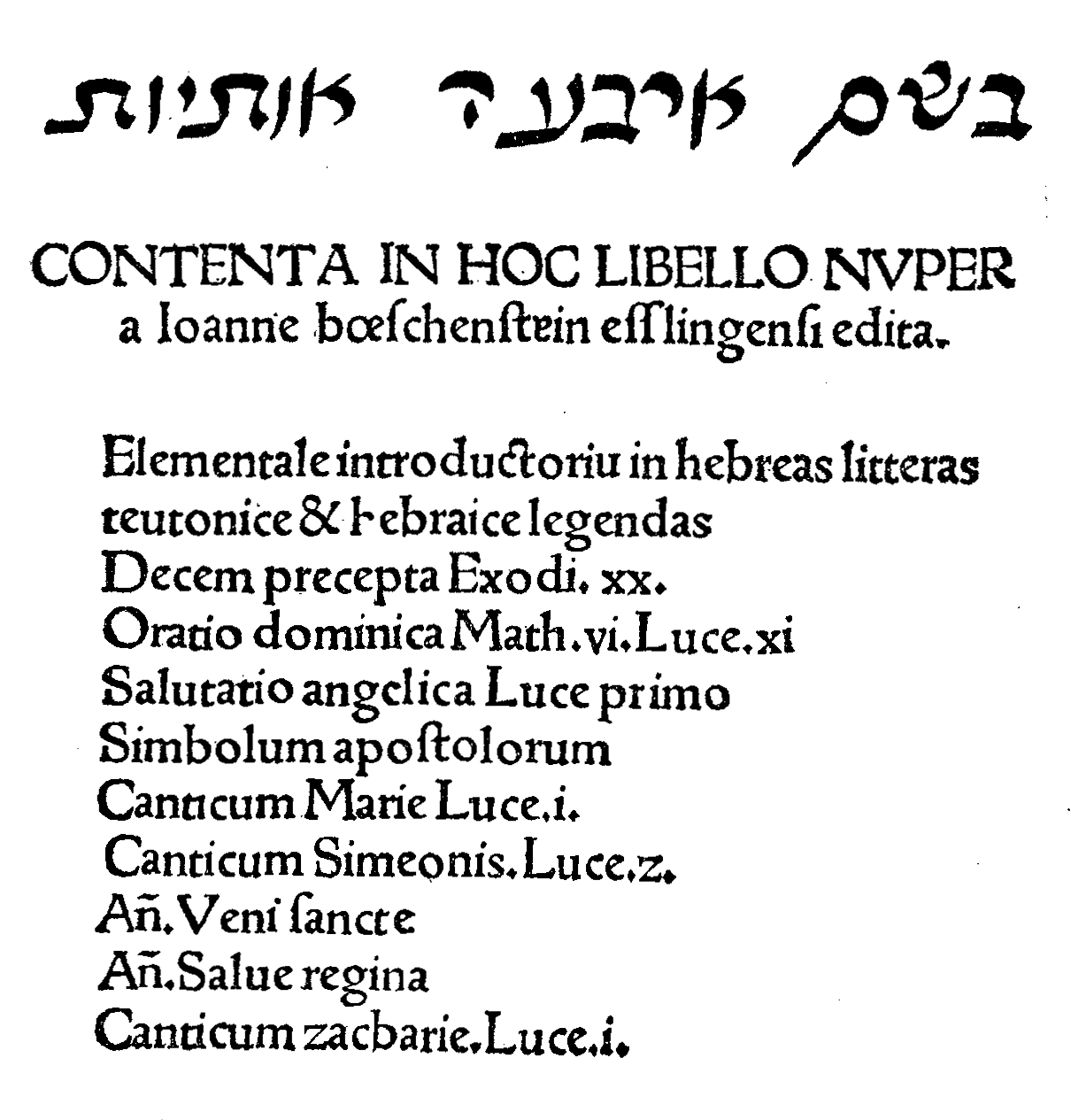
Die Titelseite von „Elementale introductorium in hebraeas literas“ (Augsburg 1514)

- Elementale introductorium in hebraeas literas. Augsburg 1514.
- Hebraicae grammaticae institutiones. Wittenberg 1519.
- Rudimenta Hebraica. Augsburg 1520.
- Ain Newgeordnet Rechenbichlein. 1514.
- Ain Diemitige Versprechung: .... (Google)
- Ain Christliche leer .... (Google)
- Ain getreüwe ermannung zů allem volck gaistlichs und weltlichs stands der Crystenlichen kirchen, aufrůr unnd zwytracht zů verhüten. (Google)
- Davids sieben Busspredigten. 1520 (lateinisch) 1536 (deutsch)
- In disem Biechlin seind begryffen dreü gedicht, In gesangs weyß. Auß gangen Durch Johann Böschenstain 1523. (Google)
- ... wünschet allen tantzen und tantzerin, ein schnell umbkeren am Rayen, ein keüchend hertze, muͤde fuͤß, truͤbe augen, schweyßiges angesicht, mit vil unseligen gedancken .... Augsburg 1533 (Google)